# Карл Георг Август фон Опел
Карл Георг Август фон Опел (на немски: Carl Georg August von Oppel; * 11 март 1725 във Вецлар; † 3 януари 1760 в Мьомпелгард в Бургундия-Франш Конте) от благородническия род фон Опел е господар на Гозда (днес в град Шпремберг в Бранденбург) и Велерсвалде (днес в Либшютцберг в Саксония), дворцов служител на Саксония-Гота-Алтенбург, канцлер в Гота и след това на таен съветник на Вюртемберг и губернатор на графство Мьомпелгард в Бургундия-Франш Конте.
Той е син на юриста и държавник Зигмунд Еренфрид фон Опел (1687 – 1757), асесор в импереския камерен съд, и съпругата му Кристиана Шарлота фон дер Планиц, дъщеря на Карл Август Едлер фон дер Планиц, бивш маршал в Саксония-Айзенберг. Брат е на Кристина Доротея (1724 – 1775), омъжена 1743 г. за саксонско-готския таен съветник Карл Емил фон Уехтриц (1694 – 1775), на Марта Елеонора (1726 – 1801), омъжена 1752 г. за Фридрих Хартман фон Вицлебен (1722 – 1788), дворцов маршал в Саксония-Ваймар, и на Йохан Зигмунд (1730 – 1798), дворцов съветник в Саксония-Ваймар.
Карл Георг Август фон Опел започва служба при херцог Фридрих III фон Саксония-Гота-Алтенбург. Той се жени 1753 г. за дворцова дама на херцогинята Луиза Доротея фон Саксония-Майнинген и става съветник в управлението и на легация. През 1755 г. той става вице-канцлер в Алтенбург и Гота, след две години става канцлер. През 1759 г. той се мести на служба при херцог Карл Евгений фон Вюртемберг, който го издига на рождения си ден на 11 февруари 1759 на таен съветник и губернатор на покняженото графство Мьомпелгард. След единадесет месеца Карл Георг Август фон Опел умира в Мьомпелгард.
След ранната му смърт зет му Фридрих Хартман фон Вицлебен (1722 – 1788), съпругът на по-малката му сестра Марта Елеонора (1726 – 1801), поема опекунството над двете му дъщери до тяхната женитба 1771 и 1776 г.

## Фамилия
Карл Георг Август фон Опел се жени на 25 април 1753 г. за Луиза Августа Амалия фон Дьонхоф (* 23 юли/ 25 юли 1731, Берлин; † 29 април 1768, Кьонигсберг, Прусия), дъщеря на граф и пруски генерал-лейтенант Александер фон Дьонхоф (1683 – 1742) и графиня Шарлота фон Блументал (1701 – 1761).  Те имат две дъщери:
- Доротея Фридерика Емилия (* 26 ноември 1755 в Гота; † 27 юли 1830 в Лауенбург), писателка, омъжена I. 1771 г. (развод 1795) с Фридрих Лудвиг фон Берлепш (1749 – 1818), съветник в Хановер, II. 1801 г. за Август Хайнрих Лудвиг Хармс, съветник[4]
- Августа Франциска Каролина († 1810), омъжена 1776 г. за нейния братовчед Карл Зигмунд Емил фон Уехтриц (1754 – 1849), камерен съветник в Саксония-Ваймар, син на саксонсия-готски таен съветник Карл Емил фон Уехтриц (1694 – 1775) и втората му съпруга нейната леля Кристиана Доротея фон Опел (1724 – 1775).

Вдовицата му Луиза Августа Амалия фон Дьонхоф се омъжва втори път 1765 г. за фрайхер Улрих Фридрих фон Щирн (* 29 юни 1740, Стокхолм; † 18 септември 1796).